# حمل (أمانة العاصمة)

تعديل مصدري - تعديل

حمل هي إحدى قرى مديرية ضواحي الأمانة سنحان وبني بهلول التابعة لمحافظة أمانة العاصمة صنعاء اليمنية ، بلغ تعداد سكانها 1438 نسمة حسب الإحصاء الذي أجري عام 2004.